# 47e cérémonie des Daytime Emmy Awards
La 47e cérémonie annuelle des Daytime Emmy Awards, organisée par l'Academy of Television Arts and Sciences récompense le meilleur des programmes de journée et a eu lieu le 26 juin 2020 en vidéoconférence.
L'Academy of Television Arts and Sciences avait initialement prévu de le tenir pendant plus de trois nuits pour la première fois du 12 au 14 juin 2020, au Pasadena Civic Auditorium à Pasadena, Californie. Cependant, tous les événements publics qui lui sont liés ont été annulés en raison de la pandémie COVID-19 et les récompenses ont été retardées au 26 juin, avec une cérémonie virtuelle via la production vidéo à distance.

## Cérémonie
Les nominations pour la 47e cérémonie annuelle des Daytime Emmy Awards ont été annoncées le 21 mai 2020.
Dans le cadre de plusieurs initiatives concernant l'identité de genre, la Academy of Television Arts and Sciences a décidé de remplacer à la fois le plus jeune acteur et jeune actrice en une catégorie neutre, Meilleur jeune interprète dans une série télévisée dramatique (Outstanding Younger Performer in a Drama Series).

## Palmarès
Note : Les lauréats sont indiqués ci-dessous en premier de chaque catégorie et en gras.

### Programmes

#### Meilleure série télévisée dramatique(Outstanding Drama Series)
- Les Feux de l'amour

#### Meilleure série télévisée dramatique numérique(en)
- The Bay (en)

#### Meilleur jeu télévisé(en)
- Jeopardy!

#### Meilleur débat télévisé de divertissement(en)
- The Ellen DeGeneres Show

#### Meilleur débat télévisé d'information(en)
- The View

#### Meilleure émission télévisée juridique/judiciaire(en)
- The People's Court (en)

#### Meilleure émission télévisée matinale(en)
- Today

#### Meilleure émission télévisée culinaire(en)
- Giada Entertains

#### Meilleur magazine d'information sur le monde du divertissement(en)
- Entertainment Tonight

### Performances

#### Meilleur acteur dans une série télévisée dramatique
- Jason Thompson

#### Meilleure actrice dans une série télévisée dramatique
- Heather Tom

#### Meilleur acteur dans un second rôle dans une série télévisée dramatique(en)
- Bryton James

#### Meilleure actrice dans un second rôle dans une série dramatique(en)
- Tamara Braun

#### Meilleur jeune interprète dans une série télévisée dramatique
- Olivia Rose Keegan (en)

#### Meilleur interprète invité dans une série dramatique(en)
- Eva LaRue

### Présentateurs

#### Meilleur présentateur de jeu télévisé(en)
- Alex Trebek

#### Meilleur présentateur de débat télévisé de divertissement(en)
- Kelly Clarkson

#### Meilleur présentateur de débat télévisé d'information(en)
- Tamron Hall (en)

#### Meilleur présentateur d'émission culinaire(en)
- Giada De Laurentiis (en)

### Réalisation

#### Meilleure réalisation pour une série télévisée dramatique(en)
- Hôpital central

### Scénario

#### Meilleur scénario pour une série télévisée dramatique(en)
- Amour, Gloire et Beauté